# Pat McDonald (actrice)
Pat McDonald (Melbourne, 1 augustus 1921 – Sydney, 10 maart 1990) was een Australisch actrice. Ze speelde voornamelijk in soapseries.

## Levensloop
McDonald werd geboren in 1921 en op 18-jarige leeftijd acteerde ze in de film Seven Little Australians. Hierna duurde het tot 1970 vooraleer ze opnieuw op het scherm kwam. Na enkele gastrollen speelde ze van 1972 tot 1977 in de soapserie Number 96. Van 1982 tot 1987 speelde ze ook in de soap Sons and Daughters. In 1988 speelde McDonald in de Belgische film Gaston en Leo in Hong Kong de rol van Zuster Olivia. In 1990 overleed ze aan alvleesklierkanker.